# Strategies Against Architecture 3
Strategies Against Architecture 3 – album niemieckiej awangardowo-eksperymentalnej grupy Einstürzende Neubauten, wydany w 2001 roku.

## Utwory

### CD1
1. "Zentrifuge" (4:48)
2. "12305(te Nacht)" (4:11)
3. "Für wen sind die Blumen?" (4:24)
4. "Redukt (Live)" (9:40)
5. "Ende Neu (Live)" (6:19)
6. "Blume (French Version)" (4:30)
7. "Three Thoughts (Devils Sect)" (4:37)
8. "Implosion" (1:32)
9. "Scampi alla Carlina" (2:45)
10. "Snake" (3:35)
11. "Alles was irgendwie nützt (Live)" (8:08)
12. "The Garden" (5:13)
13. "Anrufe in Abwesenheit" (4:18)
14. "Querulanten" (0:58)

### CD2
1. "Architektur ist Geiselnahme" (5:04)
2. "Helium" (3:12)
3. "Wüste (Ballet Version)" (3:49)
4. "Der leere Raum" (1:59)
5. "Was Ist Ist (Extended Version)" (4:17)
6. "I Wish This Would Be Your Colour (Live)" (8:11)
7. "Bili Rubin" (3:00)
8. "Die Interimsliebenden" (7:16)
9. "Installation Nr. 1 (Jon Is Mixing)" (3:46)
10. "Montblanc" (0:29)
11. "Open Fire" (4:28)
12. "Salamandrina" (2:59)
13. "Letztes Bild" (3:54)
14. "Silence Is Sexy" (6:00)
15. "Drachen" (2:07)

## Skład
- Blixa Bargeld
- N.U. Unruh
- Alexander Hacke
- Marc Chung – do roku 1994
- F.M. Einheit – do roku 1995
- Jochen Arbeit – od roku 1997
- Rudolf Moser – od roku 1997
- Ash Wednesday – od roku 1997, tylko live